# 野牛沟乡
野牛沟乡，是中华人民共和国青海省海北藏族自治州祁连县下辖的一个乡镇级行政单位。

## 行政区划
野牛沟乡下辖以下地区：
边麻村、大泉村、大浪村和达玉村。